# Stazione meteorologica di Riva Valdobbia
La stazione meteorologica di Riva Valdobbia è la stazione meteorologica di riferimento relativa alla località di Riva Valdobbia.

## Coordinate geografiche
La stazione meteorologica si trova nell'Italia nord-occidentale, in Piemonte, in provincia di Vercelli, nel comune di Alagna Valsesia, a 1.117 metri s.l.m. e alle coordinate geografiche 45°50′N 7°57′E.

## Dati climatologici
In base alla media trentennale di riferimento 1961-1990, la temperatura media del mese più freddo, gennaio, si attesta a -1,5 °C; quella del mese più caldo, luglio, è di +16,9 °C .
| Riva Valdobbia     | Mesi | Mesi | Mesi | Mesi | Mesi | Mesi | Mesi | Mesi | Mesi | Mesi | Mesi | Mesi | Stagioni | Stagioni | Stagioni | Stagioni | Anno |
| Riva Valdobbia     | Gen  | Feb  | Mar  | Apr  | Mag  | Giu  | Lug  | Ago  | Set  | Ott  | Nov  | Dic  | Inv      | Pri      | Est      | Aut      | Anno |
| ------------------ | ---- | ---- | ---- | ---- | ---- | ---- | ---- | ---- | ---- | ---- | ---- | ---- | -------- | -------- | -------- | -------- | ---- |
| T. max. media (°C) | 2,1  | 3,9  | 7,3  | 11,5 | 15,3 | 18,4 | 21,6 | 20,8 | 18,1 | 13,2 | 6,3  | 2,9  | 3,0      | 11,4     | 20,3     | 12,5     | 11,8 |
| T. min. media (°C) | −5,1 | −4,2 | −1,2 | 2,7  | 6,5  | 9,8  | 12,2 | 12,2 | 10,1 | 5,5  | 0,0  | −2,8 | −4,0     | 2,7      | 11,4     | 5,2      | 3,8  |